# メキシコの大都市圏

メキシコの大都市圏位置図

この項ではメキシコの大都市圏について記す。都市圏は核となる都市および周辺地域をまとめた地域のことであり、行政区分を超えた広域的な地域の広がりを指す。
メキシコシティ都市圏（メキシコシティ・メヒコ州・イダルゴ州）、プエブラ-トラスカラ・グティエレス大都市圏（プエブラ州・トラスカラ州）、コマルカ・ラグネラ都市圏（コアウイラ州・ドゥランゴ州）、タンピコ都市圏（タマウリパス州・ベラクルス州）など、州境を超えて広がる都市圏もいくつか存在し、アメリカ合衆国との国境を越えて広がる都市圏も存在する。

## 人口順の都市圏一覧

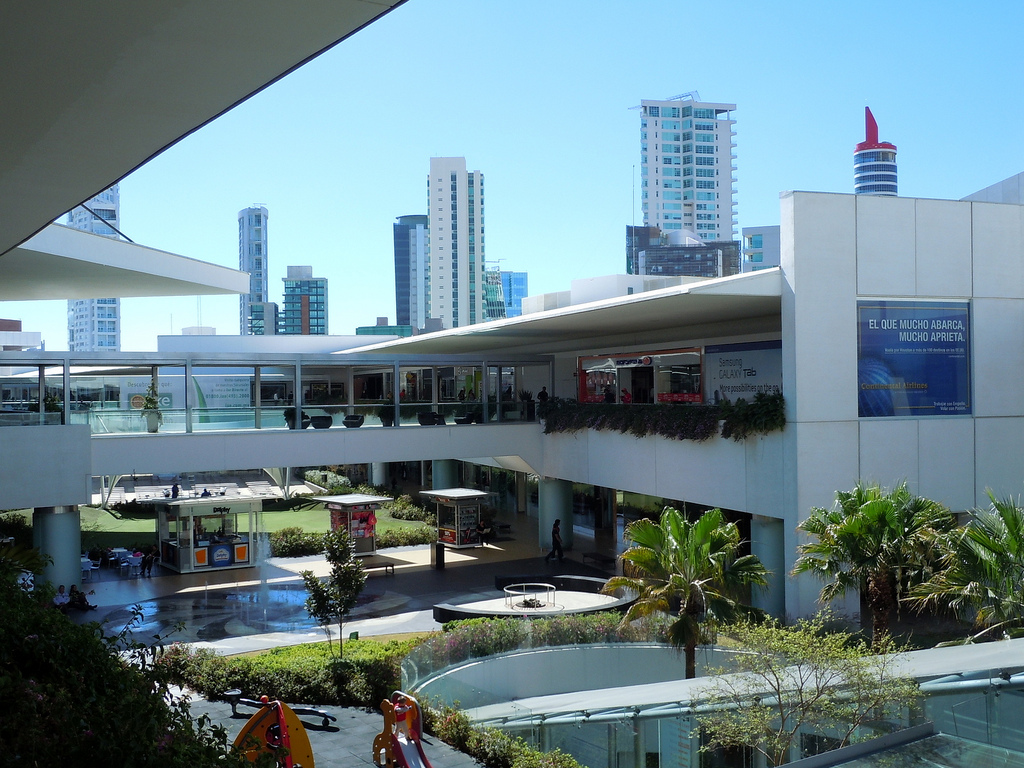
2位のグアダラハラ

メキシコ国立統計地理機関(INEGI)、メキシコ社会開発局(SEDESOL)、メキシコ国立人口会議(CONAPO)によると、人口10万人を超える「都市圏」は56ある。その中でも人口50万人を超える29の都市圏を以下に記している。
| 順位 | 都市圏名                         | 州                                   | 2010人口   | 2000人口   |
| ---- | -------------------------------- | ------------------------------------ | ---------- | ---------- |
| 1    | メキシコシティ都市圏             | メキシコシティ, メヒコ州, イダルゴ州 | 20,137,152 | 18,396,677 |
| 2    | グアダラハラ都市圏               | ハリスコ州                           | 4,434,252  | 3,699,136  |
| 3    | モンテレイ都市圏                 | ヌエボ・レオン州                     | 4,080,329  | 3,374,361  |
| 4    | プエブラ都市圏                   | プエブラ州, トラスカラ州             | 2,668,347  | 2,220,533  |
| 5    | トルーカ都市圏                   | メヒコ州                             | 1,846,602  | 1,451,801  |
| 6    | ティフアナ都市圏                 | バハ・カリフォルニア州               | 1,751,302  | 1,352,035  |
| 7    | レオン都市圏                     | グアナフアト州                       | 1,609,717  | 1,269,179  |
| 8    | シウダ・フアレス都市圏           | チワワ州                             | 1,495,094  | 1,218,817  |
| 9    | トレオン都市圏                   | コアウイラ州, ドゥランゴ州           | 1,275,993  | 1,007,291  |
| 10   | サンティアゴ・デ・ケレタロ都市圏 | ケレタロ州                           | 1,097,028  | 816,481    |
| 11   | サン・ルイス・ポトシ都市圏       | サン・ルイス・ポトシ州               | 1,040,822  | 850,828    |
| 12   | メリダ都市圏                     | ユカタン州                           | 973,046    | 803,920    |
| 13   | メヒカリ都市圏                   | バハ・カリフォルニア州               | 936,145    | 764,602    |
| 14   | アグアスカリエンテス都市圏       | アグアスカリエンテス州               | 932,298    | 707,516    |
| 15   | クエルナバカ都市圏               | モレーロス州                         | 875,598    | 738,326    |
| 16   | アカプルコ都市圏                 | ゲレーロ州                           | 863,438    | 791,558    |
| 17   | タンピコ都市圏                   | タマウリパス州, ベラクルス州         | 858,620    | 746,417    |
| 18   | チワワ都市圏                     | チワワ州                             | 851,971    | 696,495    |
| 19   | サルティーヨ都市圏               | コアウイラ州                         | 823,098    | 637,273    |
| 20   | モレリア都市圏                   | ミチョアカン州                       | 806,822    | 659,940    |
| 21   | ベラクルス都市圏                 | ベラクルス州                         | 801,122    | 642,680    |
| 22   | ビジャエルモーサ都市圏           | タバスコ州                           | 755,416    | 600,580    |
| 23   | レイノーサ-リオ・ブラーボ都市圏  | タマウリパス州                       | 725,793    | 524,692    |
| 24   | カンクン都市圏                   | キンターナ・ロー州                   | 676,238    | 431,128    |
| 25   | ハラパ都市圏                     | ベラクルス州                         | 666,268    | 510,410    |
| 26   | トゥストラ・グティエレス都市圏   | チアパス州                           | 640,881    | 494,763    |
| 27   | オアハカ都市圏                   | オアハカ州                           | 593,522    | 460,350    |
| 28   | ポサ・リカ都市圏                 | ベラクルス州                         | 513,308    | 443,419    |
| 29   | パチューカ都市圏                 | イダルゴ州                           | 512,180    | 375,022    |

## 国境を超えた都市圏一覧

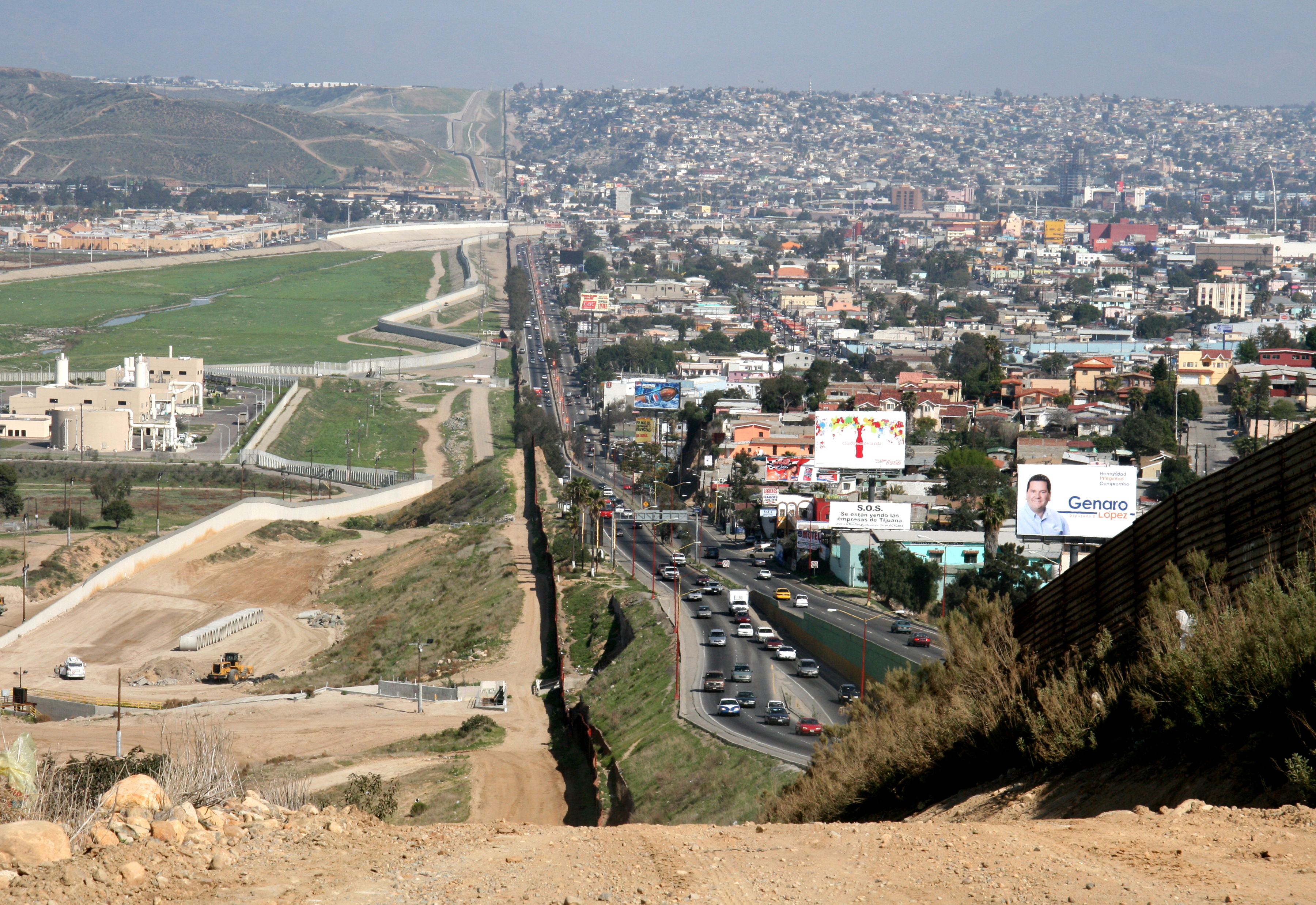
メキシコ-アメリカ国境

| 順位 | 都市圏名                                    | 州（メキシコ）         | 州（アメリカ）   | 人口      |
| ---- | ------------------------------------------- | ---------------------- | ---------------- | --------- |
| 1    | サン・ディエゴ – ティフアナ                 | バハ・カリフォルニア州 | カリフォルニア州 | 5,009,170 |
| 2    | エルパソ – フアレス                         | チワワ州               | テキサス州       | 2,461,538 |
| 3    | レイノサ – マクアレン                       | タマウリパス州         | テキサス州       | 1,700,000 |
| 4    | マタモロス – ブラウンズヴィル               | タマウリパス州         | テキサス州       | 1,136,995 |
| 5    | カレクシコ – メヒカリ                       | バハ・カリフォルニア州 | カリフォルニア州 | 956,223   |
| 6    | ラレド – ヌエボ・ラレド                     | タマウリパス州         | テキサス州       | 747,494   |
| 7    | ノガレス – ノガレス（両国で同名）           | ソノラ州               | アリゾナ州       | 234,809   |
| 8    | ピエドラス – イーガル・パス                 | コアウイラ州           | テキサス州       | 230,205   |
| 9    | サン・ルイス・リオ・コロラド - サン・ルイス | ソノラ州               | アリゾナ州       | 188,152   |
| 10   | シウダ・アクーニャ - デル・リオ             | コアウイラ州           | テキサス州       | 183,750   |

## メキシコ中央部のメガロポリス

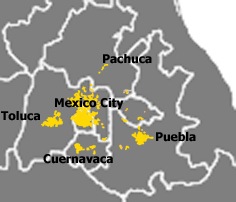
メキシコ中央部のメガロポリス

メガロポリス（スペイン語ではコローナ・レヒオナル・デ・シウダデスと訳される）は大都市圏地域の集合体と定義され、ボスウォッシュ（アメリカ）や東海道メガロポリス（日本）やブルーバナナ（ヨーロッパ）などがよく知られている。メキシコ中央部のメガロポリスはメキシコシティ、プエブラ、クエルナバカ、トルーカ、パチューカの各都市圏の集合体と定義される。173の自治体（メヒコ州91、プエブラ州29、トラスカラ州37、モレーロス州16、イダルゴ州16、メキシコシティ16）で構成されており、およそ2500万人の人口を有する。